# Lebadea paduka
Lebadea paduka är en fjärilsart som beskrevs av Moore 1857. Lebadea paduka ingår i släktet Lebadea och familjen praktfjärilar. Inga underarter finns listade i Catalogue of Life.